# 甜心格格
『甜心格格』（てんしんこうこう、中国語: 甜心格格、拼音: Tiánxīn gégé、英語: Ori-Princess）は、中華人民共和国広東省深圳市のアニメーション企業・方塊漫画文化発展が制作し、同国で放送されているテレビアニメである。

## 概要
2011年10月4日より中国中央電視台子供（少児）チャンネル（CCTV-14）ほかにて放送開始。中国国内においては、初のコスチューム宮殿風の少女をテーマとしたアニメ作品であり、2年間の制作を経て放送されることになった。
2012年、「中国テレビアニメーショントップテン賞」を受賞した。
中国大陸以外では、香港のViuTVやマカオの澳視澳門台、台湾のMOMO親子台でも放送されている。

## ストーリー
舞台は中国。皇太子（清王朝）は、女性や若者男性と娘の出会いを甘く見て、泥棒による反乱が起きるたびに皇太子や母、娘が長年にわたって離れたことを伝えている。数年後、皇太子は皇帝として王位へと就き、娘と再会後、娘は長年にわたって生きている人々に見られていたことを機に、皇帝は高貴な王女の教えを辿ることを決めた。甜絲絲は人々の自由な生活に慣れ、独得な能力を多く学び、いたずらから真面目で退屈な宮殿に新しい雰囲気をもたらした。

## 登場人物

### 主人公
甜絲絲
本作品のヒロイン。思いやりがあり、好奇心。
馬鹿に振舞うと、猫のような顔に変わることがある。
心柔柔
風将軍の一人娘。自尊心は重いが、とても優しい。
華倫
清朝外交大臣の一人息子。豊富な知識と優れた英語を持つ。
会話をする際、英語が混ざり合う。
呉荘源
田舎で生まれ育った。幼少期から白ごはんが好きで、元々は「白米飯（中国語: 白米飯）」と呼ばれた。
毎日運動をしている。

### 皇宮
皇帝→皇上
国ならびに国民をよく心配しており、大きな事に抜け目はないが、小さいことを混乱しており、王坤の蹂躙をよく耳にしている。
甜絲絲が長年離れていたことから、彼女を愛している。
王坤
役人グループ長がしばしば不安かつ親切であり、皇帝の信頼が得られると想像していた。
子どもを嫌っており、特に甜絲絲を嫌っている。
神經刀
皇帝の警備員。とても緊張していた。
武道は力強く見えるが、皇帝の怒りや退屈を買うと、皇帝に押しのけられたり、屋根から追い出されることがある。
肥郡主
甜絲絲をまだ王女であると考えており、しばしば人々を軽蔑する。
アワビを好物としている。
冬菇
甜絲絲のメイド。
主な仕事としては彼女の日常生活の世話をすることであり、彼女を召使ではなく友人と見なしていた。
蘑菇
宮殿では冬菇としばしば出会う。
育った後、皇帝の森の兵士の一人になり、背が高くハンサムな性格で、宮殿の人々にはとても人気だった。
風将軍
心柔柔の父。彼女からはアイドルと見なされている。
心耿耿の一般および体育教師。皇帝には忠実で、学生たちに対してはとても厳しい。
華爾滋
華倫の父。外交使節。
皇太後
風変わりな老婆。ウニのように、毎日微笑んでおり、甜絲絲を弄り回すことが好きで、行動のいくつかは彼女に似ている。
蘇太傅
尚書房のクラス教員。一見くすんだ古い泥だらけに見えるが、実際は学生たちを気遣っており、親切。
納蘭
礼儀正しく体が薄い、白い本のような見た目。機会主義が好きで、余暇と悪が好き。
那侍郎
王坤の副官。彼と協力し、彼のフォロワーの標準的解答者の甜絲絲を対処している。
蘿蔔糕
主人公である4人の親友。調理スキルに完全な自信を持ち、特に甜絲絲に美味しいデザートを作ることが多い。
工部大臣
皇居工学部の使用人。
傑作としてナインドラゴンウォールがあり、幼少期にナインドラゴンウォールに願い事をすることができた。
博士興小徒弟
帝国の医師であり、皇帝の帝国医師でもあった。西洋より医療技術を交換したが漏れるものは何もなかった。
かつては皇帝から本性を示せる薬であるという理由から研究室の健康コンサルタントであると罰せられた。

### 動物
小咪
甜絲絲の愛猫。宮殿に入る前は敏捷性があった。
体が太いため、ネズミを捕まえることが好きではない。
旺財
神經刀の愛犬で、行動と性格が彼と同じ。
小白
学習サインとフライングキャップを頭にかぶっている。大嘴とは仲が良い。
大嘴
サングラスをかけているカラス。小白とは仲が良い。
老鼠
ネズミ。

## 主題歌
「快楽女孩（ハッピーガール）」
劉惜君による主題歌。